# Robert Wyler
Pour les articles homonymes, voir Wyler.
Robert Wyler (né le 25 septembre 1900 à Mulhouse et mort le 17 janvier 1971  à Los Angeles) est un réalisateur, scénariste et producteur de cinéma américain. Il est le frère de William Wyler. Son père, Léopold Wyler, est suisse et sa mère, Mélanie Auerbach, allemande. 

## Filmographie sélective

### Comme scénariste
- 1937 : Sophie Lang s'évade (Sophie Lang Goes West) de Charles Reisner
- 1937 : Murder Goes to College de Charles Reisner
- 1946 : The Gentleman Misbehaves de George Sherman
- 1951 : Le Dernier Train de Madrid de James P. Hogan
- 1951 : Histoire de détective de William Wyler
- 1958 : Les Grands Espaces de William Wyler

### Comme producteur
- 1928 : Un cœur à la traîne (Anybody Here Seen Kelly?) de William Wyler
- 1951 : Histoire de détective de William Wyler
- 1953 : Vacances romaines de William Wyler
- 1955 : La Maison des otages de William Wyler
- 1958 : Les Grands Espaces de William Wyler

Comme réalisateur
- 1932 : Papa sans le savoir
- 1932 : La Merveilleuse Journée coréalisé avec Yves Mirande
- 1935 : Mannequin de Paris (It Happened in Paris) coréalisé avec Carol Reed